# Tomás Garrido Canabal (San José)
Tomás Garrido Canabal (San José) es una ranchería del municipio de Jalpa de Méndez ubicado en la subregión centro del estado mexicano de Tabasco.

## Geografía
La localidad de Tomás Garrido Canabal (San José) se sitúa en las coordenadas geográficas 18°11′05″N 93°04′30″O / 18.184722, -93.075000, a una elevación de 2 metros sobre el nivel del mar.

## Demografía
Según el Conteo de Población y Vivienda 2020, efectuado por el Instituto Nacional de Estadística y Geografía, la localidad de Tomás Garrido Canabal (San José) tiene 421 habitantes, de los cuales 203 son del sexo masculino y 218 del sexo femenino. Su tasa de fecundidad es de 1.96 hijos por mujer y tiene 110 viviendas particulares habitadas.
| Gráfica de evolución demográfica de Tomás Garrido Canabal (San José) entre 1930 y 2020 |
|                                                                                        |
| INEGI.                                                                                 |